# Lifecell
Lifecell [dawniej life:)] – ukraiński dostawca usług telefonii komórkowej z siedzibą w Kijowie. Należy do tureckiego operatora Turkcell.
Lifecell powstało w 2005 roku; w 2016 r. zaczęło funkcjonować pod nazwą Lifecell.